# Giraldo I de Cabrera
Giraldo I de Cabrera (f. 1050), II señor de Cabrera (1017-1050).

## Biografía
Hijo del primer señor del castillo de Cabrera, Gausfred de Cabrera.
A juzgar por los documentos consultados por Coll y Castaño, el vizconde Giraldo era persona activa en la vida política de la época, ya fuera para firmar la consagración de la nueva catedral de Vich el 31 de agosto de 1038, o participar en el arbitrio  en ciertos juicios o ser testigo en la restitución de la abadía de Santa Cecilia de Montserrat por parte de Berenguer Ramón I, conde de Barcelona y su mujer, Ermesenda de Montsoriu, 3 de junio de 1023.
El 4 de junio de 1038, ambos consortes fundaron el monasterio benedictino de San Salvador de Breda, el cual se convertirá en el centro espiritual del vizcondado.
El castillo de Montsoriu, principal propiedad de Ermesenda, también pasa bajo el linaje de los Cabrera.

### Matrimonio y descendencia
En 1033 se casó con Ermessenda de Montsoriu, hija de Amat de Montsoriu, vizconde de Gerona, vinculándose así al linaje de los Cabrera. Al cesar en la jurisdicción vizcondal de Gerona, pero no en el título, ya hereditario, este vizconde se tituló de Cabrera, y alguna vez vizconde de Montsoriu. Pero todavía se denominarán Vizcondes de Gerona y Señores de Cabrera.
Tuvieron un hijo, Ponce I de Cabrera, que heredó el vizcondado.